# Dugo Polje (Sokobanja)
Dugo Polje (em cirílico: Дуго Поље) é uma vila da Sérvia localizada no município de Sokobanja, pertencente ao distrito de Zaječar, na região de Banja. A sua população era de 519 habitantes segundo o censo de 2011.

## Demografia
| 1948 | 1953 | 1961 | 1971 | 1981 | 1991 | 2002 | 2011 |
| ---- | ---- | ---- | ---- | ---- | ---- | ---- | ---- |
| 1353 | 1368 | 1322 | 1167 | 1060 | 838  | 690  | 519  |